# Centro Penitenciario Quencoro
El Establecimiento Penitenciario de Cusco - Varones es la principal cárcel de varones del departamento del Cusco, Perú. Está ubicada en el distrito de San Jerónimo en la provincia de Cusco y está a cargo del Instituto Nacional Penitenciario.

## Historia
Su construcción se inició en el año 1966 durante el primer gobierno del arquitecto Fernando Belaúnde Terry y fue culminado diez años después durante la segunda fase del Gobierno Revolucionario de las Fuerzas Armadas, durante el gobierno del general Francisco Morales Bermúdez. Entró en funcionamiento en enero de 1976 y su primer nombre era "Centro de Readaptación Social Quencoro" en alusión a la zona donde se encontraba ubicada, al este de la ciudad del Cusco, en el distrito de San Jerónimo, provincia del Cusco distante unos 10 kilómetros del casco urbano. Actualmente se encuentra inmerso dentro del tejido urbano.

## Capacidad
Su capacidad de albergue es de 1200 internos pero su población penitenciaria asciende a 2,665 internos. La seguridad interna del penal está a cargo del Instituto Nacional Penitenciario con 126 agentes divididos en tres turnos y la seguridad externa está a cargo de la Policía Nacional del Perú con 70 efectivos divididos en dos turnos.